# إسحاق بيكر براون
إسحاق بيكر براون (بالإنجليزية:Isaac Baker Brown) (مواليد 1811 – وفيات 3 فبراير 1873) طبيب نسائي وجراح ولادة إنجليزي. كان من أبرز المتخصصين بأمراض النساء في القرن التاسع عشر وكان يجري العمليات الجراحية بما في ذلك عمليات استئصال البظر كما كان يعالج المرضى من الصرع والهستيريا. مسيرته انتهت عندما اتهم بتنفيذ هذه الإجراءات دون موافقة المرضى. تم طرده في وقت لاحق من جمعية التوليد في لندن. 

## عن حياته

### نشأته
ولد إسحاق بيكر براون في عام 1811 في كولن الإنجليزية، إسيكس. وكان والداه مزارع إسحق بيكر براون، وكاترين (ني بوير)، ابنة المدرس. ذهب إلى المدرسة في هالستيد، إسيكس، وأصبح متدربة إلى جراح دعا جيبسون. درس في غي مستشفى، لندن والمتخصصة في مجال القبالة وأمراض النساء. تزوج آن المتعجل بارون يوم 18 يونيو عام 1833، في كولشستر، إسيكس. بعد وفاة آن تزوج زوجته الثانية، كاثرين القراءة، في 21 مايو 1863.

### عمله
بيكر براون فتح الممارسة الطبية في ساحة كونوت، لندن في عام 1834 وسرعان ما أصبح يعرف كشركة متخصصة في أمراض النساء. في عام 1845، كان واحدا من مؤسسي مستشفى سانت ماري في لندن. انتخب زميلا للكلية الملكية للجراحين في عام 1848. وفي عام 1858 أسس لندن الرئيسية الجراحي للمرأة وعملت على دفع العمليات الجراحية. بدأ لأداء ovariotomies على النساء، بما في ذلك شقيقته الخاصة. في عام 1864، وكان أول شخص لوصف العلاج الجراحي لسلس الإجهاد التي تنطوي على إجراء فغر المثانة فوق العانة. [4] وكان قد انتخب رئيسا للجمعية الطبية في لندن في عام 1865. في عام 1866، ووصف بيكر براون استخدام البظر باعتباره علاج لعدة شروط منها الصرع والجمدة والهوس، وهو ما عزاه إلى ممارسة العادة السرية. في على بروئية أشكال معينة من الجنون والصرع وداء الجمدة، والهستيريا في الإناث، وقال انه أعطى نسبة نجاح 70 في المائة باستخدام هذا العلاج.
خلال عام 1866، بدأ بيكر براون لتلقي ردود الفعل السلبية من ضمن المهن الطبية من الأطباء الذين عارضوا استخدام استئصال البظر وشكك في صحة ادعاءات بيكر براون للنجاح. وأشارت مقالة نشرت في صحيفة التايمز في ديسمبر كانون الأول والتي كانت مواتية نحو العمل بيكر براون إلا أن بيكر براون ان تعامل المرأة مختل عقليا. لم يكن مرخص الرئيسية الجراحي لندن لهذا بموجب قانون الجنون وعندما بدأت اللجنة الجنون لطرح الأسئلة، نفى بيكر براون انه وحاول أن ينأى بنفسه عن هذه المادة. واتهم أيضا على أداء استئصال البظر دون موافقة أو علم من مرضاه أو أسرهم. في عام 1867 تم طرده من جمعية التوليد في لندن لتنفيذ عمليات دون موافقة.

## وفاته
لم مهنة بيكر براون لا يتعافى وتوفي في 3 فبراير 1873 في لندن بعد عام قضى على أنها غير صالحة.

## قائمة المراجع
- 1854: في بعض أمراض النساء الاعتراف من العلاج الجراحي
- 1866: على بروئية أشكال معينة من الجنون والصرع وداء الجمدة، والهستيريا في الإناث